# Johannes-der-Täufer-Kirche (Hilter)

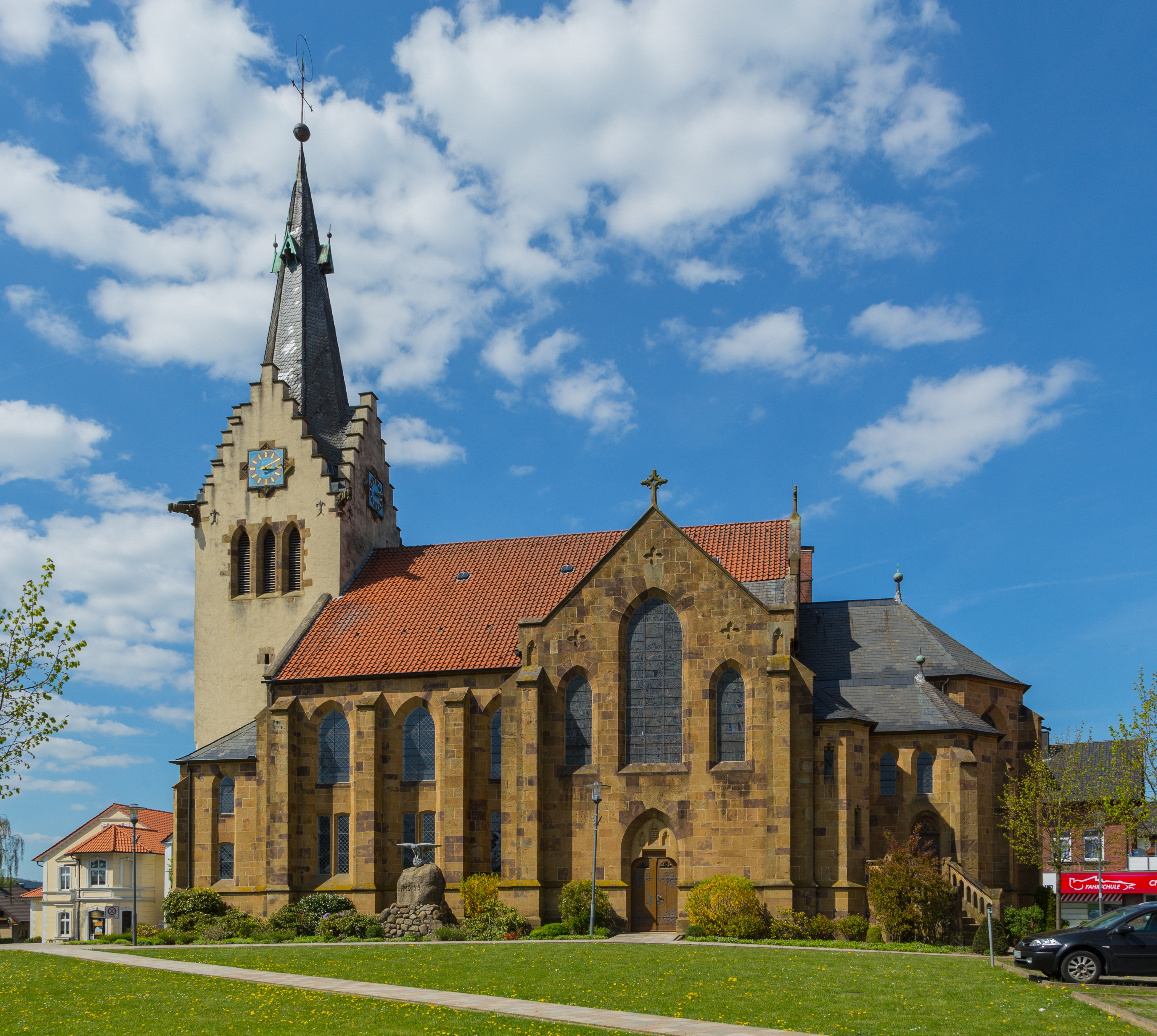
Ansicht von Süden

Die Johannes-der-Täufer-Kirche in Hilter am Teutoburger Wald ist die Pfarrkirche der evangelisch-lutherischen Kirchengemeinde Hilter, die dem Kirchenkreis Melle-Georgsmarienhütte der Evangelisch-lutherischen Landeskirche Hannovers angehört.

## Baugeschichte und Architektur
Das heutige Kirchengebäude wurde von 1857 bis 1859 im neugotischen Stil nach Plänen des Architekten Conrad Wilhelm Hase an Stelle eines Vorgängerbaus errichtet. Dabei wurde der Westturm aus dem 13. Jahrhundert erhöht und an allen vier Seiten mit Treppengiebeln ausgestattet. Es handelt sich um einen kreuzförmigen Saalbau aus Haustein mit polygonalem, eingezogenem Chor.

## Ausstattung
Der überwiegende Teil der Ausstattung stammt aus der Bauzeit der Kirche. Zu den älteren Stücken gehören ornamentierte Orgelpfeifen aus dem 17. Jahrhundert, die aus der ehemaligen Martinikirche in Hildesheim stammen, ein Kronleuchter von 1670 sowie das Taufbecken aus dem 18. Jahrhundert. Im Turm befinden sich Reliefs aus einem Epitaph des frühen 17. Jahrhunderts in der Art des Adam Stenelt.